# Terellia
Genre
Terellia est un genre d'insectes de l'ordre des Diptères et de la famille des Tephritidae.

## Liste des espèces et sous-genres
Selon BioLib (23 septembre 2019) :
- sous-genre Terellia (Cerajocera) Rondani, 1856
  - Terellia ceratocera (Hendel, 1913)
  - Terellia cynarae (Rondani, 1870)
  - Terellia lappae (Cederhielm, 1798)
  - Terellia tussilaginis (Fabricius, 1775)
- sous-genre Terellia (Terellia) Robineau-Desvoidy, 1830
  - Terellia colon (Meigen, 1826)
  - Terellia fuscicornis (Loew, 1844)
  - Terellia longicauda (Meigen, 1838)
  - Terellia luteola (Wiedemann, 1830)
  - Terellia ruficauda (Fabricius, 1794)
  - Terellia serratulae (Linnaeus, 1758)
  - Terellia uncinata White, 1989
  - Terellia vectensis (Collin, 1937)
  - Terellia virens (Loew, 1846)
  - Terellia winthemi (Meigen, 1826)
- Terellia clarissima Korneyev, 1987
- Terellia euura (Hering, 1942)
- Terellia nigronota Korneyev, 1985
- Terellia odontolophi Korneyev, 1993
- Terellia orheana Korneyev, 1990
- Terellia plagiata (Dahlbohm, 1850)
- Terellia pseudovirens (Hering, 1940)
- Terellia rhapontici Merz, 1990
- Terellia sabroskyi Freidberg, 1982
- Terellia setifera Hendel, 1927
- Terellia zerovae Korneyev, 1985

Selon Catalogue of Life (23 septembre 2019) :
- Terellia amberboae Korneyev & Merz, 1996
- Terellia apicalis (Chen, 1938)
- Terellia armeniaca (Korneyev, 1985)
- Terellia blanda (Richter, 1975)
- Terellia bushi Korneyez, 2006
- Terellia caerulea (Hering, 1939)
- Terellia ceratocera (Hendel, 1913)
- Terellia clarissima Korneyev, 1987
- Terellia colon (Meigen, 1826)
- Terellia cyanoides Korneyev, 2003
- Terellia cynarae (Rondani, 1870)
- Terellia deserta Korneyev, 1985
- Terellia dubia Korneyev, 1985
- Terellia ermolenkoi Korneyev, 1985
- Terellia euura (Hering, 1942)
- Terellia fuscicornis (Loew, 1844)
- Terellia gynaecochroma (Hering, 1937)
- Terellia immaculata (Macquart, 1855)
- Terellia latigenalis Hering, 1942
- Terellia longicauda (Meigen, 1838)
- Terellia luteola (Wiedemann, 1830)
- Terellia maculicauda (Chen, 1938)
- Terellia matrix Korneyev, 1988
- Terellia megalopyge (Hering, 1936)
- Terellia montana Korneyez, 2006
- Terellia nigripalpis Hendel, 1927
- Terellia nigronota (Korneyev, 1985)
- Terellia oasis (Hering, 1938)
- Terellia occidentalis (Snow, 1894)
- Terellia odontolophi Korneyev, 1993
- Terellia orheana Korneyev, 1990
- Terellia oriunda (Hering, 1941)
- Terellia palposa (Loew, 1862)
- Terellia plagiata (Dahlbom, 1850)
- Terellia popovi Korneyev, 1985
- Terellia pseudovirens (Hering, 1940)
- Terellia quadratula (Loew, 1869)
- Terellia rhapontici Merz, 1990
- Terellia ruficauda (Fabricius, 1794)
- Terellia sabroskyi Freidberg, 1982
- Terellia sarolensis (Agarwal & Kapoor, 1985)
- Terellia serratulae (Linnaeus, 1758)
- Terellia setifera Hendel, 1927
- Terellia tarbinskiorum Korneyez, 2006
- Terellia tribulicola (Senior-White, 1922)
- Terellia tristicta (Hering, 1956)
- Terellia tussilaginis (Fabricius, 1775)
- Terellia uncinata White, 1989
- Terellia vectensis (Collin, 1937)
- Terellia vicina (Chen, 1938)
- Terellia vilis (Hering, 1961)
- Terellia virens (Loew, 1846)
- Terellia virpana Dirlbek, 1980
- Terellia volgensis Bassov & Tolstoguzova, 1995
- Terellia winthemi (Meigen, 1826)
- Terellia zerovae Korneyev, 1985